# هنريتا بينغهام
هنريتا بينغهام (بالإنجليزية: Henrietta Bingham)‏ هي صحفية أمريكية، ولدت في 3 يناير 1901 في لويفيل في الولايات المتحدة، وتوفيت في 17 يونيو 1968 في نيويورك في الولايات المتحدة.